# Leshara (Nebraska)
Leshara – wieś w Stanach Zjednoczonych, w stanie Nebraska, w hrabstwie Saunders.